# Goéland railleur
Chroicocephalus genei
Espèce
Répartition géographique
Statut de conservation UICN

 LC  : Préoccupation mineure

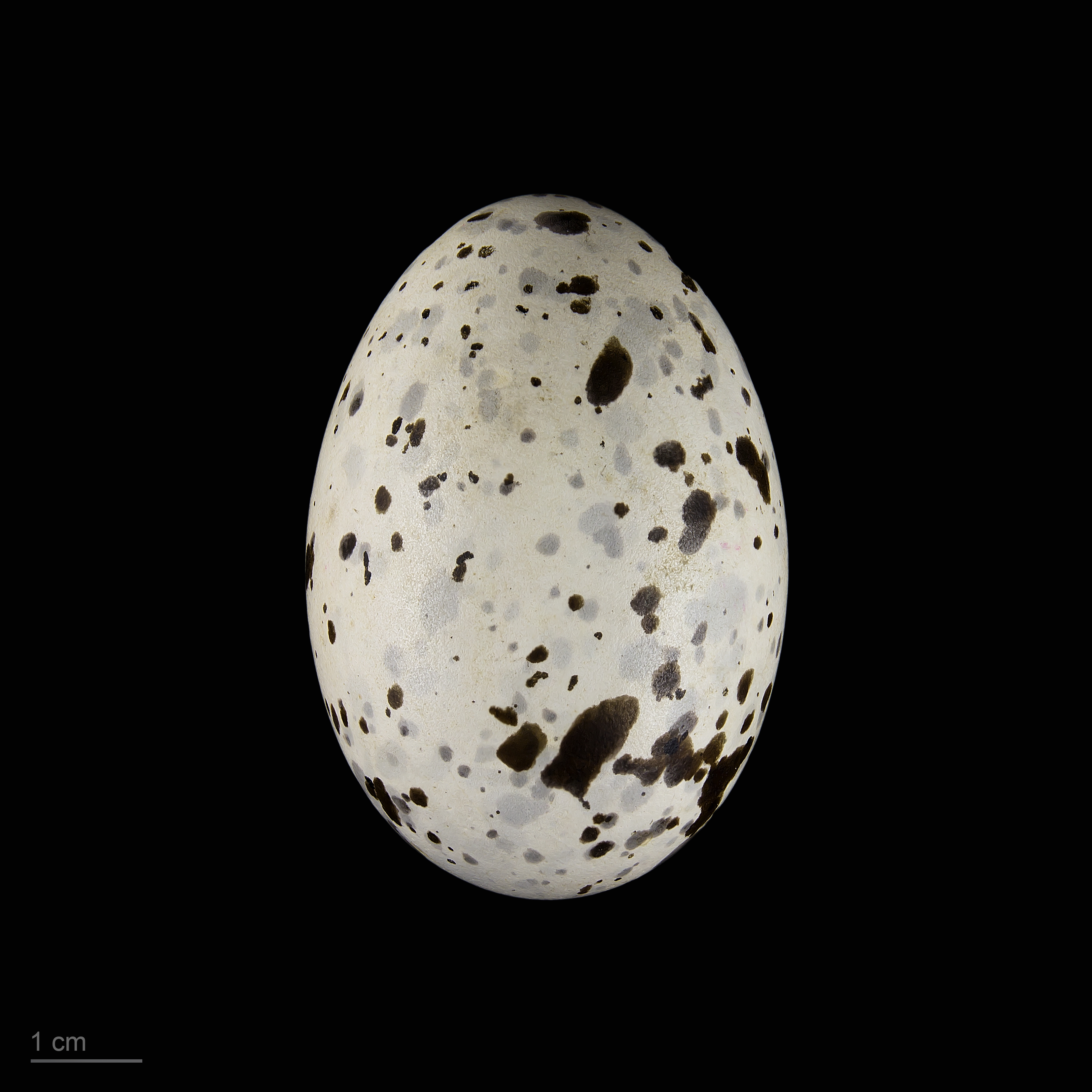
Œufs de Chroicocephalus genei - Muséum de Toulouse

Le Goéland railleur (Chroicocephalus genei) est une espèce d'oiseaux de la famille des Laridae.

## Alimentation
Son alimentation se compose à 50 % de poisson. Il se nourrit également d'invertébrés marins et d'insectes.

## Reproduction
Le Goéland railleur se reproduit sur des îlots peu végétalisés, au sein de colonies denses, souvent en compagnie d'autres espèces. Il pond ses œufs a même le sol, dans un nid sommaire.
Il niche en France depuis la fin des années 1940, particulièrement en Camargue.

## Commémoration
Le nom scientifique de l'espèce est dédié au naturaliste italien Giuseppe Gené.

## Baguage
Le Goéland railleur est bagué en France depuis 1997.